# One Boston Place

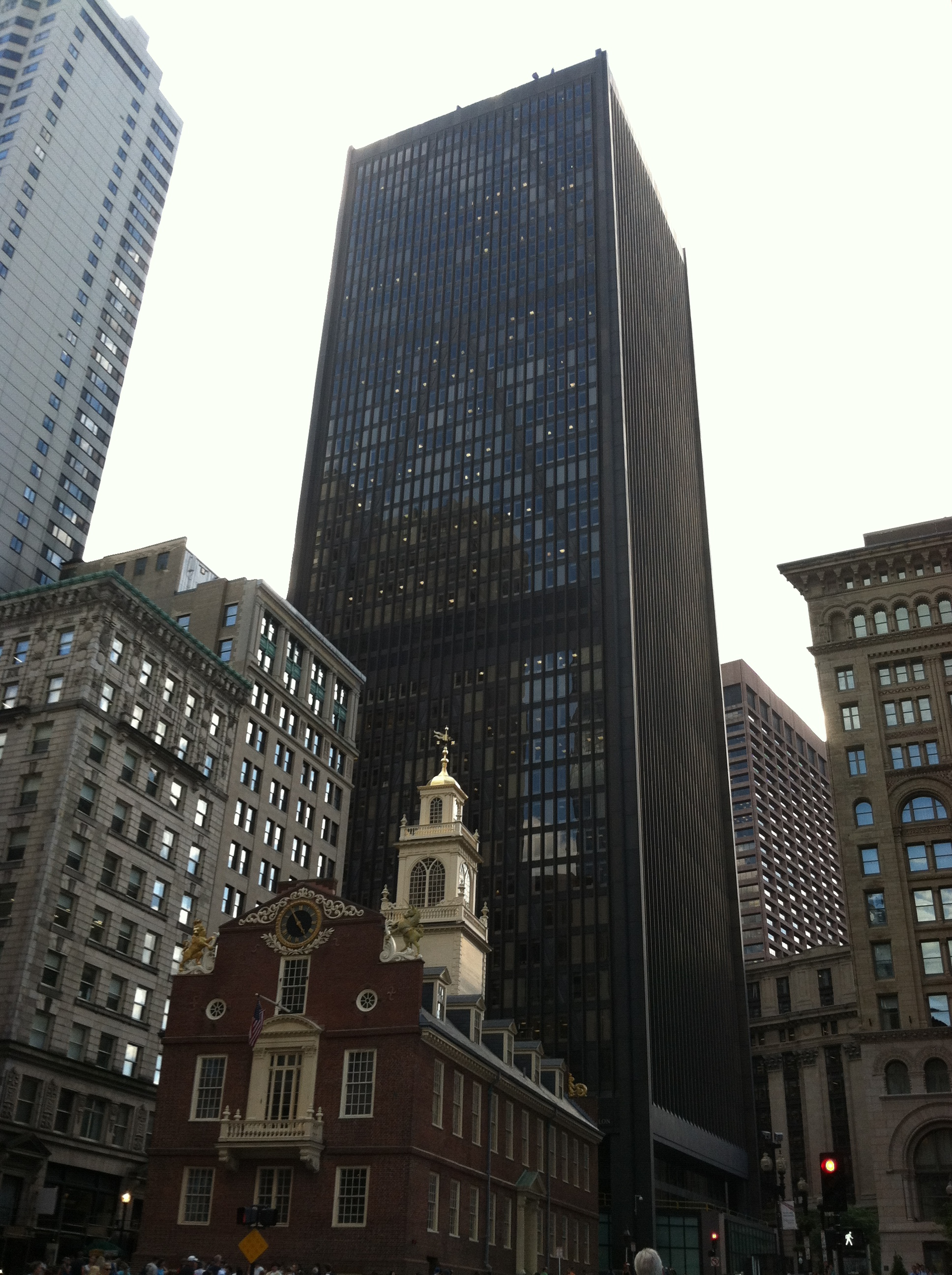
le One Boston Place

La One Boston Place est un gratte-ciel situé à Boston, dans le Massachusetts, au nord-est des États-Unis. 
Il a été construit en 1970 sur les plans du cabinet d'architectes Cabot, Cabot et Forbes. 
La tour de 183 mètres accueille les bureaux de plusieurs compagnies et comporte 41 étages. C'est le cinquième édifice le plus haut de Boston. L'édifice est devenu, avec le temps, un des principaux monuments de la ville.  

## Historique
Imaginé par l'architecte pietro Belluschi et développé par Cabot, Cabot & Forbes, la construction du One Boston Place a commencé en novembre 1967, et ses premiers locataires ont pu occuper l'édifice en mars 1970. Alex Sutelman est l'ingénieur en chef de l'édifice depuis le début des années 1980.

## Conception
One Boston Place a une structure en acier. L'édifice comprend 18 ascenseurs et un monte-charge, renové en 2005. La diagonale extérieure de l'édifice est caractéristique au mouvement architecturale d'expressionnisme structural.
En octobre 2007, One Boston Place a été reconnu par le programme ENERGY STAR de l'EPA.
En novembre 2008, One Boston Place est devenu le premier édifice au monde à recevoir un niveau de certification Or du système d'évaluation du LEED for Existing Buildings: Operations & Maintenance (LEED EB O&M) créé par le US Green Building Council. Les caractéristiques environnementales de l'édifice inclut un toit blanc réfléchissant, l'utilisation de végétation indigène et la mise en valeur des standards de qualité d'air pour l'intérieur du bâtiment.